# Добровілля (Лозівський район)
Доброві́лля — село в Україні, у Близнюківській селищній громаді Лозівського району Харківської області, над річкою Опалиха. До 2020 орган місцевого самоврядування — Добровільська сільська рада. Населення за переписом 2001 р. складає 724 (334/390 ч/ж) чоловік.

## Географія

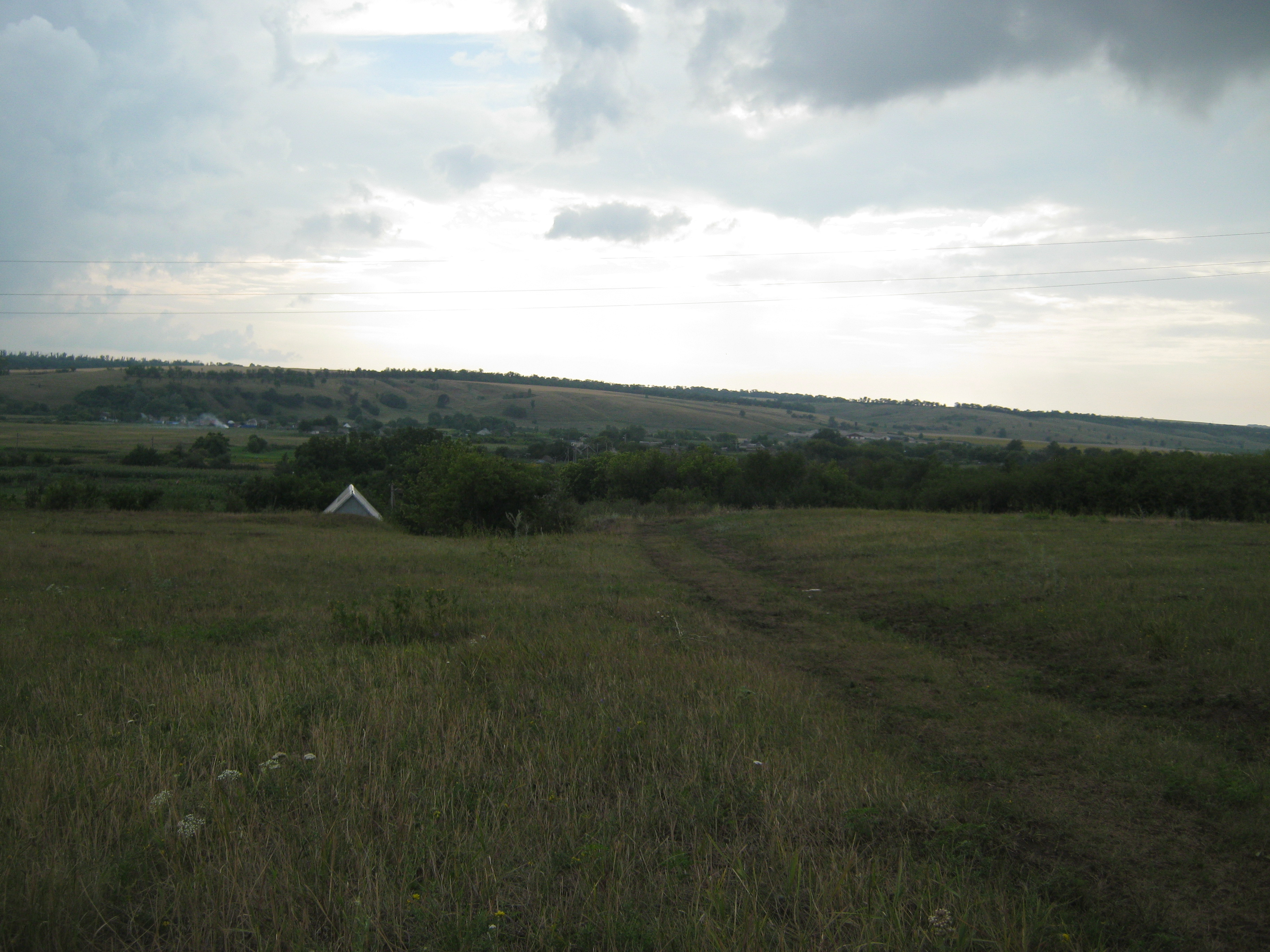
Краєвид села Добровілля біля автобусної зупинки

Село Добровілля знаходиться на лівому березі річки Опалиха, є мости. На протилежному березі знаходиться село Ганнівка, примикає село Федорівка.

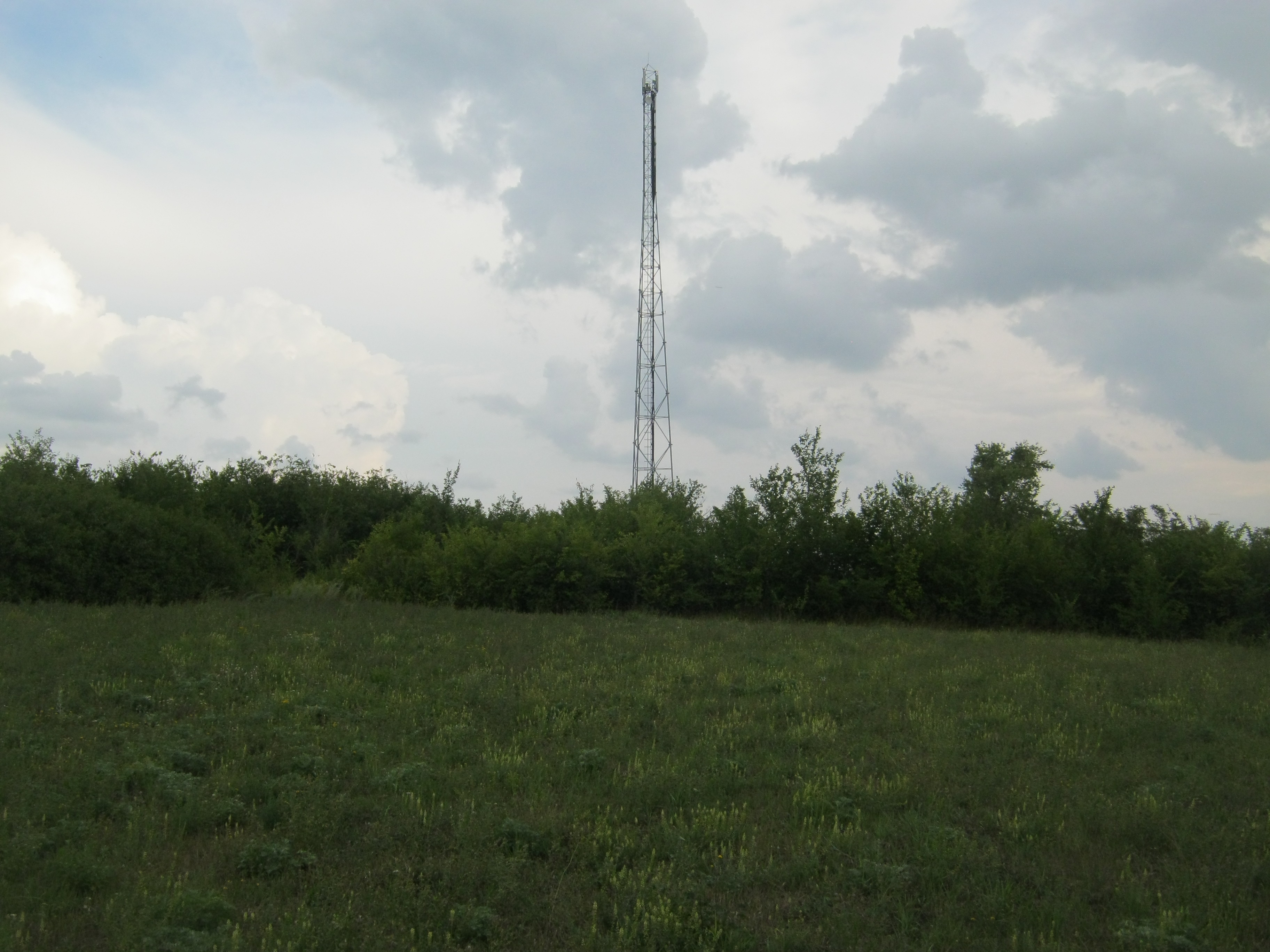
Вишка Lifecell

## Історія
Село засноване 1630 року.
Відомі два поселення. Перше - епохи бронзи (катакомбна, зрубна та бондарихінської культури) - на піщаних дюнах біля озера, в 800 метрах на південний схід від села, площа 100 на 150 метрів. Частина зруйнована кар'єрами. Друге - епохи бронзи і раннього залізного віку. Розташоване вздовж дороги в село Верхня Самара, в 1 - 2 кілометрах на південний схід від села. На південь і південний захід від села, у овразов - три кургану заввишки 1 - 2,5 метрів..
Село було засноване «служилими людьми» для охорони кордонів Російської держави від набігів татар, щоб утримувати (держати) рубіж по річках Опалисі та Самарі. Тому й село мало спочатку назву Надержиново. Пізніше село зростало за рахунок кріпаків, які тікали з польських володінь на Слобідську Україну і оселялись тут по добрій волі. Від слів «добра воля» поселення і дістало свою нову назву. Російський уряд був заінтересований у зміцненні своїх південних кордонів і допомагав біглим кріпакам оселятися на нових землях. Переселенцям виділялась грошова допомога: «на дворові будівлі отаману — сім рублів, черкасам — всім по п’ять рублів»..
У слободі налічувалося спочатку 12 дворів, у яких проживало 110 мешканців. Добровілля швидко зростало за рахунок переселенців, які несли сторожову службу. Адже село зазнавало частих нападів від татар. Ще й досі на березі річки Самари є залишки насипів, які були спостережними пунктами в ті часи.
У зв’язку з поділом Росії на губернії у 1708 році Добровілля було віднесено до складу Азовської губернії, з 1719 року — до Київської губернії, а з 1802 року — до Павлоградського повіту Катеринославської губернії.На початку XVIII століття населення Добровілля поділялось на вісім сотень, кожна з яких займала окремі частини села. Згодом вони виросли у самостійні населені пункти. І досі жителі інколи називають сучасне село Федорівну, розташовану недалеко від Добровілля, восьмою сотнею. Основним заняттям населення було землеробство і скотарство. Тут вирощували пшеницю, жито, гречку, льон, а також городні та баштанні культури. Розвинуті були також деякі ремесла. Чисельність населення Добровілля постійно зростала. За даними 1859 року Добровілля (або Надержиново) було власницьким селом, у якому була православна церква, 3 ярмарки, 2 заводи, 359 подвір'їв й 1998 (981/1017 ч/ж) мешканців.. В цей час село належало російському графові і великому землевласнику Сумарокову. Його землі, близько 10 тис. десятин, обробляли кріпаки. В період розвитку капіталізму у пореформений період землі графа Сумарокова поступово перейшли до рук дрібних поміщиків та куркульства. Так, поміщик Краснов мав 75 десятин землі, брати Галичі — 60 десятин, куркулі Шевченко, Комісар та інші — по 30—50 десятин. У поміщицьких та куркульських господарствах застосовувалася наймана праця.
У пореформений період в другій половині XIX століття в Добровіллі виник ряд невеликих підприємств по переробці сільськогосподарської продукції. Зокрема, були збудовані паровий млин, олійниця, винокурний завод, кілька вітряків. Двічі на рік, восени і взимку, на центральному майдані села, де розміщувалися графський палац, будинки сільських багатіїв, крамниця, церква, два шинки, відбувалися ярмарки. На них селяни навколишніх сіл торгували переважно сільськогосподарськими продуктами. Добровілля відоме вирощуванням синьої цибулі для промислових цілей, яку продавали не тільки на ярмарках у селі, а й у Ростові, Таганрозі, Катеринославі.
Добровілля рік у рік зростало, розширювало свої межі. На початку XX століття тут налічувалось 3200 жителів. Більшість селян була неписьменною. У початковій школі навчалося лише 50 дітей, здебільшого заможних селян.
Не краще було і з охороною здоров’я. В селі лише інколи бував роз’їзний земський лікар, який подавав медичну допомогу за гроші. Тому й не дивно, що в Добровіллі частим явищем були епідемічні захворювання.
Економічне становище селян було надзвичайно тяжким. Частина селянських господарств мала наділи, які не перевищували двох десятин на сім’ю. Багато господарств не мало коней та сільськогосподарського реманенту. У рільництві використовувалися примітивні знаряддя праці. Врожаю з наділів не вистачало й до нового року. Біднота Добровілля повставала на боротьбу за землю, за поліпшення свого життя.
На початку жовтня 1906 року в селі відбувся великий мітинг селян, на якому жителі Добровілля закликали до захоплення поміщицької землі. Налякані цим виступом, місцеві власті викликали в село загін козаків, який жорстоко розправився з селянами.
В роки першої світової імперіалістичної війни багато жителів села були мобілізовані до армії, у селянських господарствах було реквізовано багато тягла і возів, продовольства. Війна призвела до занепаду селянських господарств у Добровіллі; скоротилися посівні площі, значна частина селян втратила свої мізерні наділи.
З часу революції 1905—1907 рр. аж до перемоги Великої Жовтневої соціалістичної революції аграрний рух в Добровіллі по суті не припинявся. Один з активних виступів селян відбувся влітку 1917 року. Розорені в роки першої світової імперіалістичної війни, не бажаючи чекати розв’язання аграрного питання до скликання Установчих зборів, як закликали Тимчасовий уряд і місцевий земельний комітет, селяни Добровілля в червні 1917 року почали захоплювати поміщицький і куркульський хліб. Зокрема, група селян поділила між собою 77 десятин посівів урожаю, що належали куркулеві Коваленку2..
Активну роль у встановленні в Добровіллі Радянської влади відіграв виходець із села робітник-шахтар Г. М. Федорченко, який працював кілька років у Донбасі. Коли повернувся до села, його обрали головою волосної Ради, за рішенням якої колишні поміщицькі землі були поділені між селянами-бідняками. У період боротьби проти німецьких імперіалістів та проти денікінців Федорченко очолював створений групою селян Добровілля партизанський загін, який діяв в районі Павлограда, Краснопавлівки, Близнюків і Добровілля. В роки громадянської війни у районі Добровілля діяли також партизанські загони, очолювані С. Будинським і Є. Кучеренком. На території села відбулося кілька збройних сутичок з білогвардійцями, махновцями та іншими бандами. Від рук махновців загинув комбриг М. А. Карпенко, житель села Т. Л. Кузнецов та інші. Влітку 1919 року, під час бою проти денікінців, загинули комісари Добригін і Канісов. Вони поховані на території села. Трудящі села свято зберігають пам’ять про своїх визволителів.
Після закінчення громадянської війни жителі села активно включились у будівництво нового життя. В Добровіллі організовано ревком на чолі з М. Й. Гутаровим, а також Комітет незаможних селян. Згодом було створено сільську Раду, яка разом із комнезамом спрямовувала селян на відбудову зруйнованого господарства, вживала заходів по боротьбі з голодом. 21 грудня 1922 року в Добровіллі виник перший волосний партійний осередок. До його складу ввійшло три члени партії. На початку 1923 року була створена і комсомольська організація.
Комуністи і комсомольці, члени КНС були організаторами перших колективних господарств. В березні 1929 року в Добровіллі було створено кілька ТСОЗів. До їх складу ввійшло 424 господарства з загальною земельною площею 3424 десятини.
У 1930 році в Добровіллі почала працювати школа машинно-тракторного учнівства. В ній навчали ковальської, слюсарської, теслярської справи. До школи приймали дітей робітників, наймитів та колгоспників, які закінчили чотири класи. На кінець 1931 року в селі було завершено колективізацію індивідуальних селянських господарств. На території Добровілля було створено три колгоспи: ім. Ворошилова, «Гігант», ім. Скрипника, до складу яких увійшли всі найбідніші селяни і середняки. В цих колгоспах у 1932 році були партійні групи. Партгрупа артілі «Гігант» складалася з 3 членів і 8 кандидатів у члени партії, колгоспу ім. Скрипника — з 31 члена партії і 3 кандидатів. В артілі ім. Ворошилова партгрупа налічувала 3 члени партії і 10 кандидатів у члени партії. У рішенні пленуму Близнюківського райкому КП(б)У від 20 грудня 1931 року зазначено, що в Добровіллі «змінилася структура колгоспного сектора, порівняно з минулим роком, поліпшено справу з тваринництвом та організацією праці».
В колгоспі ім. Ворошилова з 1006 членів його на роботу виходятв середньому до 200 чоловік. Решта від роботи відмовляються..
Село постраждало від голоду в 1932—1933 роках, кількість встановлених жертв — 234 людини..
За рішенням бюро Близнюківського райкому партії від 25 жовтня 1933 року, у Добровіллі створено територіальний партійний осередок, який розгорнув роботу по зміцненню колгоспного ладу, організації хліборобів на боротьбу за вирощування високих урожаїв і піднесення продуктивності тваринництва. В центрі уваги партійної організації були й інші питання — допомога робітничому класу і Червоній Армії. На шахти Донбасу направили понад 20 чоловік. Для військової частини Червоної Армії було підібрано і відправлено 16 коней. У клубі організовувались вечори-зустрічі селян з червоноармійцями.
Трудящі Добровільської сільради в листопаді 1931 року виступили ініціаторами збору коштів на моторизацію прикордонних частин Червоної Армії і викликали на змагання трудівників навколишніх сіл.
У 1936 році трудящі Добровілля, виконуючи свій інтернаціональний обов’язок, виступили на підтримку Іспанської республіки. Вчителі Добровільської середньої школи внесли у фонд допомоги жінкам і дітям іспанських бійців одноденний заробіток. Збір коштів провели також школярі. Велику грошову допомогу іспанським трудящим подали і добровільські колгоспники.
В 1934 році у Добровіллі було створено машинно-тракторну станцію, яка обслуговувала колгоспи села, а також значну частину сільгоспартілей Лозівського району. Після створення МТС більшість робіт, зокрема оранку та збирання врожаю, було майже повністю механізовано. При МТС виходила газета «Ударник ланів».
У передвоєнні роки значна увага приділялась підготовці кваліфікованих кадрів для колгоспів. У школі машинно-тракторного учнівства оволодівали професією механізатора також дівчата, наслідуючи почин Парасковії Ангеліної. У Добровіллі одною з перших жінок, яка здобула професію тракториста, була М. А. Калашник. Вона сіла за кермо машини в 1935 році. Трактористом також працював до 1941 року чоловік Марії Калашник, який загинув на фронті. Понад 15 років трудяться механізаторами три її брати, а-з 1963 року — і племінник.
Партійні організації, сільська Рада в передвоєнний час добилися певних успіхів у поліпшенні добробуту і культурного рівня трудівників. У селі працювала семирічна школа, клуб із залом на 300 глядачів, бібліотека, лікарня на 30 ліжок, дитячий садок і ясла, кілька магазинів, їдальня.
Велика увага приділялася залученню селян-колгоспників до участі в громадському житті. В клубі, наприклад, систематично читалися лекції з актуальних питань внутрішньої і зовнішньої політики Радянської держави. Найбільш авторитетні і активні колгоспники були обрані депутатами сільської Ради. Велику роботу провадила комсомольська організація села. З їх ініціативи в селі було споруджено стадіон, насаджено багато плодових та декоративних дерев. Комсомольці створили молодіжні ланки по вирощуванню цукрових буряків, овочевих та баштанних культур.
Війна, яку нав’язали нашій країні німецько-фашистські загарбники, перервала мирну творчу працю. Трудівники Добровілля, як і інших міст та сіл України, перебудували життя на воєнний лад. Машини МТС і худобу колгоспів було відправлено в східні райони країни. Багато жителів села пішли на фронт. Вони брали також активну участь у боротьбі проти ворога в партизанському загоні, створеному за рішенням Харківського обкому партії на території Лозівського і Близнюківського районів. Загін у складі 24 чоловік, які входили у 6 диверсійно-розвідувальних груп, діяв з листопада 1941 по березень 1942 року. Партизани кілька разів руйнували залізничну колію на дільниці Близнюки — Дубово, псували телеграфний та телефонний зв’язок, утруднюючи дії ворожих військ. Загін знищив понад 150 фашистських солдатів та офіцерів. Жителі Добровілля допомагали партизанам і радянським військам. Так, наприклад, хата колгоспника М. М. Семи була місцем зв’язку з партизанським загоном. Г. Д. Антоненко, Г. Ю. Каземірова, О. К. Овчаренко тривалий час переховували і доглядали кількох поранених радянських солдатів і офіцерів. Дізнавшись про це, фашисти закатували їх всіх.
Комсомолки, учениці Добровільської середньої школи Віра Васильченко і Раїса Іщенко створили підпільну комсомольську організацію в складі 7 чоловік. Вони поширювали рукописні листівки, допомагали пораненим радянським командирам та бійцям, які переховувались у селі, підтримували у людей віру в повернення Червоної Армії та остаточний розгром німецько-фашистських загарбників. Юні розвідниці були схоплені гітлерівцями і розстріляні.
Понад 230 жителів Добровілля, в основному молодь, окупанти відправили на каторжні роботи в Німеччину.
Трудівники Добровілля мужньо боролися на фронтах Великої Вітчизняної війни. Багато з них загинуло, захищаючи Батьківщину. В боях відзначилося понад 50 жителів, удостоєних урядових нагород. Серед них — І. Р. Мілько, Г. Т. Петренко, С. А. Калашник, П. С. Ачкасов, В. Т. Полетучий, І. С. Товстограй, В. І. Пономарьов, С. І. Головаш, М. В. Головаш, С. Т. Рибалко, П. С. Іващенко та інші.
Відступаючи під ударами Червоної Армії у вересні 1943 року, німецько-фашистські загарбники завдали Добровіллю величезної шкоди: вони спалили 356 будинків, 7 тваринницьких ферм, зруйнували млин, приміщення клубу, шкіл, МТС, лікарню.
У вересні 1943 року Добровілля було визволене від фашистів. В умовах величезних труднощів колгоспники відбудовували артільне тосподарство, готувались до весняних робіт 1944 року. Жителі села активно включились у боротьбу за високі врожаї і піднесення продуктивності тваринництва. Протягом кінця 1943 — початку 1944 року під керівництвом партійної організації в Добровіллі були відбудовані колгоспи, МТС. В селі почали працювати пошта, магазин, лікарня.
Завдяки наполегливій праці людей протягом кількох років не тільки було відбудовано, а й значно розширено громадське господарство, закінчено укрупнення колгоспів, розпочате напередодні війни. Результатом цього було утворення великого багатогалузевого господарства — колгоспу «Більшовик», у якому працюють трудівники Добровілля і кількох навколишніх населених пунктів. Земельні угіддя артілі «Більшовик» становлять 6283 га, з них орної землі — 4121 га. сіножатей — 411 га, пасовищ — 1258 га, садів — 39 га, лісів, чагарників, полезахисних смуг — 181 га, непридатних земель — 1258 га, садів — 39 га, під водоймами — 11 га. За високі врожаї зернових і технічних культур у 1947 році 7 трудівників села були нагороджені орденами й медалями, а директорові Добровільської МТС В. Д. Рибалці та механіку І. Є. Євтушенку присвоєно звання Героя Соціалістичної Праці. Добровільську МТС премійовано радіоустановкою.
За роки семирічки зросли неподільні фонди артілі. В 1960 році вони становили 675 тис. крб., в 1964 році перевищили і млн. крб. Зростання доходів від громадського господарства сприяє поліпшенню добробуту трудівників села. В 1959 році фонд оплати праці колгоспників становив 372 тис. крб., а в 1964 році перевищив 800 тис. карбованців.
Великі перспективи розвитку сільськогосподарського виробництва відкрив перед трудівниками села березневий Пленум ЦК КПРС (1965 р.). Ось плоди чудового засіву, який зробила партія у 1965 році. Здобутки артілі «Більшовик» відрадні. Урожайність зернових зросла майже у два рази. Якщо у 1965 році пшениці з кожного гектара було вирощено по 13,8 цнт, то у 1966 році — по 23,6 цнт. Такий високий урожай одержано не випадково. Цьому передувала велика й напружена робота. Партійна організація і правління артілі розробили нову, прогресивну систему культури землеробства. Сюди входить система правильних сівозмін, обробітку грунту, удобрення, боротьби із шкідниками сільськогосподарських рослин і інші агротехнічні заходи.
Встановлення постійних заготівельних планів, підвищені ціни за понадпланово продану державі продукцію сприяють зміцненню колгоспної економіки, посиленню матеріальної заінтересованості колгоспників. Тверді заготівельні плани допомогли правильно програмувати розвиток всього господарства, нагромаджувати необхідні внутрігосподарські фонди. У 1965—1966 рр. колгосп продав державі значно більше сільськогосподарської продукції, ніж було передбачено планом. Якщо у 1965 році на кожні 100 га земельних угідь було вироблено по 263 цнт молока і 34,2 цнт м’яса, то у 1966 році — по 300 цнт молока і 60 цнт м’яса.
Змінило Добровілля і свій зовнішній вигляд. У минулому його вулиці забудовувалися без певного плану, а тому село було дуже розкидане. Тепер нові садиби розміщуються за планом загального впорядкування і перебудови села. Щорічно 40—50 колгоспників справляють новосілля у просторих будинках. За останні роки найбільше житлових будинків зведено у долині річки Опалихи. Впорядковано центральну площу, на якій споруджено пам’ятник воїнам, що загинули під час Великої Вітчизняної війни, та могилу бійців, які віддали своє життя в період громадянської війни.
На кошти колгоспу — за рахунок неподільних фондів — у кожній бригаді побудовано дитячі садки і ясла. Члени сільгоспартілі користуються щорічно оплачуваними відпустками протягом 12 робочих днів, а старі колгоспники одержують пенсії.
Неухильне зростання доходів колгоспу плодотворно впливає на підвищення купівельної спроможності трудівників села. Товарооборот магазинів Добровілля в 1965 році становив понад півмільйона карбованців. Рік у рік зростає, зокрема, попит на культурно-побутові товари. За останні роки жителі Добровілля придбали кілька легкових автомобілів, 10 мотоциклів, понад 300 велосипедів, 250 радіоприймачів, багато телевізорів, пральних і швейних машин тощо.
Про здоров’я трудящих села дбають кваліфіковані лікарі і середній медперсонал. У Добровілла є лікарня на 30 ліжок, амбулаторія, аптека.
З розвитком артільного господарства розквітає і культура села. Тут є середня школа, у якій навчається понад 300 дітей. Свої знання їм передають понад 20 вчителів. Заслуженим авторитетом і повагою в Добровіллі користуються педагоги Н. С. Кривенко, О. Т. Ширк, які на ниві народної освіти вже трудяться більше як по 20 років. Багато їх вихованців здобули вищу освіту і працюють у різних галузях народного господарства країни: М. К. Медяний і Р. І. Медяна вчителюють у рідному селі, І. М. Жук — кандидат фізико-математичних наук, а М. Є. Більський — кандидат медичних наук.
Трудівники села мають де культурно провести своє дозвілля. До їх послуг — Будинок культури, у якому є стаціонарна кіноустановка, працюють гуртки художньої самодіяльності. Велика і змістовна робота провадиться в сільській бібліотеці. Тут часто відбуваються читацькі конференції, літературні вечори, проводяться бібліографічні огляди, влаштовуються книжкові виставки, випускаються бібліотечні плакати. Постійними читачами бібліотеки є понад 750 чоловік. У селі активно працює група товариства «Знання», лектори якої в 1965 році прочитали понад 100 лекцій і доповідей на різні теми.
Трудову діяльність колгоспних мас очолюють комуністи. Партійна організація налічує 49 членів КПРС (1965 р.). Комуністи працюють на всіх найвідповідальніших ділянках колгоспного виробництва. У бригадах створено партійні групи. Комсомольська організація артілі налічує понад 30 членів ВЛКСМ. Майже всі комсомольці трудяться на тваринницьких фермах і в рільничих бригадах.
Як же розвиватиметься артільне господарство в майбутньому? У роки п’ятирічки (1966—1970 рр.) тут відбудуться значні зміни. Тепер у колгоспі провадиться велике будівництво: споруджуються птахоферма на 6 тис. штук птиці, три тваринницькі приміщення, пожежне депо, склад для зберігання мінеральних добрив. Для задоволення культурно-побутових потреб хліборобів уже споруджено їдальню, готель.
Правління артілі і партійна організація розробили комплекс агротехнічних заходів для дальшого піднесення культури землеробства і тваринництва, щоб кожну галузь господарства зробити рентабельною. Намічено, зокрема, провести ряд виробничих дослідів, створити агрохімлабораторію, широко застосовувати хімізацію.
За 50 років Радянської влади село Добровілля стало невпізнанним.
7 жовтня 2014 року у селі невідомими було завалено пам'ятник Леніну..
12 червня 2020 року, відповідно до Розпорядження Кабінету Міністрів України № 725-р «Про визначення адміністративних центрів та затвердження територій територіальних громад Харківської області», увійшло до складу Близнюківської селищної громади.
19 липня 2020 року, в результаті адміністративно-територіальної реформи та ліквідації Близнюківського району, увійшло до складу Лозівського району Харківської області.

## Економіка
- В селі є кілька молочно-товарних і свино-товарна ферми.
- Сільськогосподарське ТОВ «ЛАН».
- Навчальне господарство.
- Лікарня.

## Культура
- Дитячий садок.
- Школа.
- Клуб.
- Стадіон.

## Пам'ятки
- Братська могила радянських воїнів і жертв фашизму. Поховані 88 воїнів.
- Пам'ятний знак воїнам-односельчанам 1941-1945 рр.

## Інтернет-посилання
- Погода в селі Добровілля [Архівовано 5 серпня 2020 у Wayback Machine.]
- Сайт Верховної Ради України